# Olga Moroz
Olga Moroz, född 9 december 1966, är en belarusisk bågskytt. Hon deltog vid olympiska sommarspelen 1996 och olympiska sommarspelen 2000.